# Sula-szigeteki törpejégmadár
A Sula-szigeteki törpejégmadár (Ceyx wallacii) a madarak osztályának szalakótaalakúak (Coraciiformes) rendjébe és a jégmadárfélék (Alcedinidae) családjába tartozó faj.

## Rendszerezése
A fajt Richard Bowdler Sharpe angol természettudós írta le 1868-ban.
Korábban ez a fajt a melanéz törpejégmadár (Ceyx lepidus) sorolták be Ceyx lepidus wallacii néven. 
Egy 2013-ban lezajlott molekuláris biológiai vizsgálatsorozat során kiderült, hogy a különböző szigeteken élő alfajok nagy mértékben különböznek egymástól genetikailag, így különálló fajokká minősítésük indokolt.

## Előfordulása
Indonézia területén honos, a Sula-szigetekhez tartozó Taliabu, Seho, Mangole és Sanana szigeteken honos. Természetes élőhelyei a szubtrópusi és trópusi síkvidéki esőerdők és bokrosok, valamint édesvizes élőhelyek.

## Természetvédelmi helyzete
Az elterjedési területe kicsi, egyedszáma 2500-9999 példány közötti és csökken. A Természetvédelmi Világszövetség Vörös listáján mérsékelten fenyegetett fajként szerepel.